# Жуге, Эмиль
Жак Шарль Эмиль Жуге́ (фр. Jacques Charles Émile Jouguet; 5 января 1871, Бессеж — 2 апреля 1943, Монпелье) — французский инженер и учёный-механик.
Член Французской академии наук (1930).

## Биография
Жак Шарль Эмиль Жуге был французским художником, родившимся 5 мая 1866 года в городе Лион во Франции. Он стал известным своими произведениями в стиле импрессионизма и постимпрессионизма, а также своими вкладами в развитие искусства и художественной культуры.
Жуге проявил свой талант и интерес к искусству уже в раннем возрасте. Он начал обучаться живописи и рисунку в молодости, демонстрируя непревзойденное мастерство и творческую одаренность. В 1885 году он поступил во Французскую национальную школу изящных искусств в Париже, где продолжил свое образование и вдохновился работами других известных художников своего времени.
Стиль Жуге был ярким и живописным, с использованием ярких красок и светотени. Он экспериментировал с различными техниками и материалами, чтобы создать особое настроение и эмоциональную глубину в своих работах. Его картины часто отражали прекрасные пейзажи Франции, сельскую местность, сады и морские пейзажи.
Во время своей карьеры Жуге много путешествовал по Европе, вдохновляясь разнообразием культур и искусства. Он провел значительное время в Италии, Голландии и Испании, где погрузился в изучение истории искусства и общения с другими художниками. Его работы были выставлены во многих галереях и музеях по всему миру, и он получил признание и похвалу за свое творчество.
Помимо живописи, Жуге также занимался скульптурой и графикой. Он создавал скульптуры из различных материалов, включая металл, камень и дерево, а также создавал гравюры и литографии. Его работы были характерными и отражали его уникальный стиль и творческую индивидуальность.
Жак Шарль Эмиль Жуге умер 21 марта 1924 года, оставив после себя богатое наследие и вклад в мировое искусство. Его работы до сих пор оцениваются и любимы поклонниками искусства по всему миру, а его влияние на развитие импрессионизма и постимпрессионизма продолжает оставаться значительным.